# Gunnar Winkler
Gunnar Winkler (* 21. März 1931 in Hamburg; † 17. Juli 2019) war ein deutscher Sozialwissenschaftler und Hochschullehrer. Er war von 1974 bis 1990 Vorsitzender des Wissenschaftlichen Rates für Sozialpolitik und Demographie der Deutschen Demokratischen Republik (DDR) und von 2002 bis 2014 Präsident des Bundesverbandes der Volkssolidarität.

## Leben
Winkler, Sohn eines Dachdeckers und einer Angestellten, wuchs in Leipzig auf und besuchte die Volksschule. 1946 trat er in die Kommunistische Partei Deutschlands (KPD) ein und wurde durch die Zwangsvereinigung von SPD und KPD im selben Jahr Mitglied der Sozialistische Einheitspartei Deutschlands (SED). Von 1948 bis 1950 absolvierte er eine Ausbildung zum Bergmann im Uranbergbau der Sowjetischen Aktiengesellschaft Wismut und war dort später hauptamtlicher Sekretär der Freien Deutschen Jugend (FDJ) Grundorganisation. Von 1952 bis 1956 studierte er Wirtschaftswissenschaften an den Universitäten Leipzig und Halle.
Von 1956 bis 1967 war Winkler Wissenschaftlicher Assistent, später Dozent für Betriebsökonomie an der Gewerkschaftshochschule „Fritz Heckert“ in Bernau und wurde 1967 an der Hochschule für Ökonomie Berlin promoviert. 1970 wurde er an der Gewerkschaftshochschule ordentlicher Professor für sozialistische Betriebswirtschaft und Leiter der Sektion Arbeit und Sozialpolitik. 1973 wurde er zum Doktor der Wissenschaften promoviert.
1977 wechselte Winkler als wissenschaftlicher Mitarbeiter in das Zentralinstitut für Philosophie  der Akademie der Wissenschaften der DDR (AdW), 1978 wurde er Direktor des neu gegründeten Instituts für Soziologie und Sozialpolitik (ISS) der AdW in Berlin. Von 1974 bis 1990 war Winkler Vorsitzender des Wissenschaftlichen Rates für Sozialpolitik und Demographie der DDR und verantwortlich für die landesweite Forschung auf diesen Gebieten. Von 1984 bis 1990 war er Mitglied des Wissenschaftlichen Rates für Grundfragen der führenden Rolle der Arbeiterklasse und ihrer marxistisch-leninistischen Partei. Er war Gründer und Herausgeber des von 1981 bis 1989 erschienenen Jahrbuchs für Soziologie und Sozialpolitik. Von 1990 bis zur Abwicklung des Instituts 1991 war Winkler geschäftsführender Direktor des ISS.
Die DDR-Staatssicherheit stellte 1985 fest, Winkler sei ein „konsequent parteilicher Wissenschaftler“, als sie seinen Status als Reisekader überprüfte.
Während der Wende und friedlichen Revolution war er Mitglied des Wissenschaftlichen Rates für Grundsatzfragen der Forschung und Entwicklung beim Ministerrat der letzten und einzigen frei gewählten Regierung der DDR.
1992 war Winkler Mitbegründer des Sozialwissenschaftlichen Forschungszentrums Berlin-Brandenburg (SFZ) e.V. und von 1993 bis 2004 dessen Geschäftsführer. Er war von 1990 bis 2004 Herausgeber der Schriftenreihe Umbruch und der Quartalszeitschrift Sozialreport. Winkler befasste sich mit der sozialen Lage in den neuen Bundesländern und ausgewählter sozialer Gruppen. Seit 2000 war Winkler Mitglied der Leibniz-Sozietät der Wissenschaften zu Berlin und von 2002 bis 2014 Präsident des Bundesverbandes der Volkssolidarität, seit 2014 Ehrenpräsident.
Winkler war verheiratet und hat vier Töchter. Er lebte in Bernau bei Berlin. 2019 verstarb er im Alter von 88 Jahren.

### Kritik an Veröffentlichungen nach 1990
Verschiedene Wissenschaftler, Politiker und Journalisten warfen Winkler nach 1990 wiederholt eine Verklärung der DDR, Parteilichkeit, Seilschaften mit der ehemaligen SED und eine unseriöse Arbeitsweise vor. Winkler zeichne in sozialwissenschaftlichen Studien häufig ein übertrieben negatives Stimmungsbild der Bewohner der fünf neuen Länder. Hiervon profitiere die Nachfolgepartei der SED (heute Die Linke). Winkler greife wiederholt auf Studien des von ihm mitgegründeten Sozialwissenschaftlichen Forschungszentrums Berlin-Brandenburg zurück. Diverse dieser Studien würden wissenschaftlichen Grundsätzen nicht entsprechen.
Der Sozialwissenschaftler Tobias Dürr hält den Sozialreport 2006 für eine „Karikatur ernsthafter empirischer Sozialforschung“, so komme das Institut für Demoskopie Allensbach in seiner Jahreswechselbefragung vom Dezember 2006 zu völlig anderen Ergebnissen als Winkler.
Im Jahr 2000 bezeichnete der Soziologe Wolfgang Zapf die Sozialreporte. Daten und Fakten zur sozialen Lage in den neuen Bundesländern des SFZ hingegen als „den wichtigsten ostdeutschen Beitrag zur Sozialberichterstattung“.

## Veröffentlichungen
- Wörterbuch der marxistisch-leninistischen Soziologie (Mitautor), Dietz Verlag Berlin, 1977
- Theorie und Praxis der Sozialpolitik in der DDR, Akademie-Verlag, Berlin 1979
- Lexikon der Sozialpolitik (Hrsg.), Akademie-Verlag, Berlin 1987
- Geschichte der Sozialpolitik der DDR (Hrsg.), Akademie-Verlag, Berlin 1989
- Die Region der neuen Alten. Fakten und Positionen zur sozialen Situation älterer Bürger in den neuen Bundesländern 1990 bis 2005, Trafo Verlag, Berlin 2006
- Die deutsche Vereinigung 1989 bis 2015 – Positionen der Bürgerinnen und Bürger, Helle Panke, Berlin 2015
- Friedliche Revolution und deutsche Vereinigung 1989 bis 2017, Trafo Verlag, Berlin 2018 
Band I: Die letzten Jahre davor – Studien zur sozialen Lage in der DDR 1985 bis 1989 – Geheim bis zum Ende der DDR und dem Beginn der friedlichen Revolution von 1989 
Band II: Nachhaltige Stabilisierung ungleicher Lebensverhältnisse zwischen Ost und West – Zusammenfassende Auswertung der 25 Wellen der repräsentativen Befragung „Leben in den neuen Bundesländern“